# عبيدة بن سعيد بن العاص
أبو ذَات الكرش عُبَيدة بن سعيد بن العاص الأموي العبشمي القرشي (35 ق هـ - 2 هـ / 588م - 624م) من فُرَسان قبيلة قريش في الجاهلية وصدر الإسلام شهد غزوة بدر مع المشركين وقتله الزبير بن العوام وقُتِل معه أخوه العاص بن سعيد وهَو أخو الصحابي الجليل خالد بن سعيد. رؤى الإمام البخاري في صحيحه عن الزبير بن العوام  قال: «لَقِيتُ يَوْمَ بَدْرٍ عُبَيْدَةَ بْنَ سَعِيدِ بْنِ الْعَاصِ، وَهُوَ مُدَجَّجٌ، لَا يُرَى مِنْهُ إِلَّا عَيْنَاهُ، وَهُوَ يُكْنَى أبا ذَاتِ الْكَرِشِ، فَقَالَ أَنَا أَبُو ذَاتِ الْكَرِشِ، فَحَمَلْتُ عَلَيْهِ بِالْعَنَزَةِ فَطَعَنْتُهُ فِي عَيْنِهِ فَمَاتَ».

## نسبه
- هو: عُبَيدة بن سعيد بن العاص بن أمية بن عبد شمس بن عبد مناف بن قصي بن كلاب بن مرة بن كعب بن لؤي بن غالب بن فهر بن مالك بن قريش بن كنانة بن خزيمة بن مدركة بن إلياس بن مُضَر بن نزار بن معد بن عدنان الأموي العبشمي القرشي الكناني.
- أمه هي: هَند بنت المُغَيرة بن عبد الله بن عُمَر بن مخزوم بن يقطة بن مرة بن كعب المخزومية القرشية.[3]